# Палац Сормані

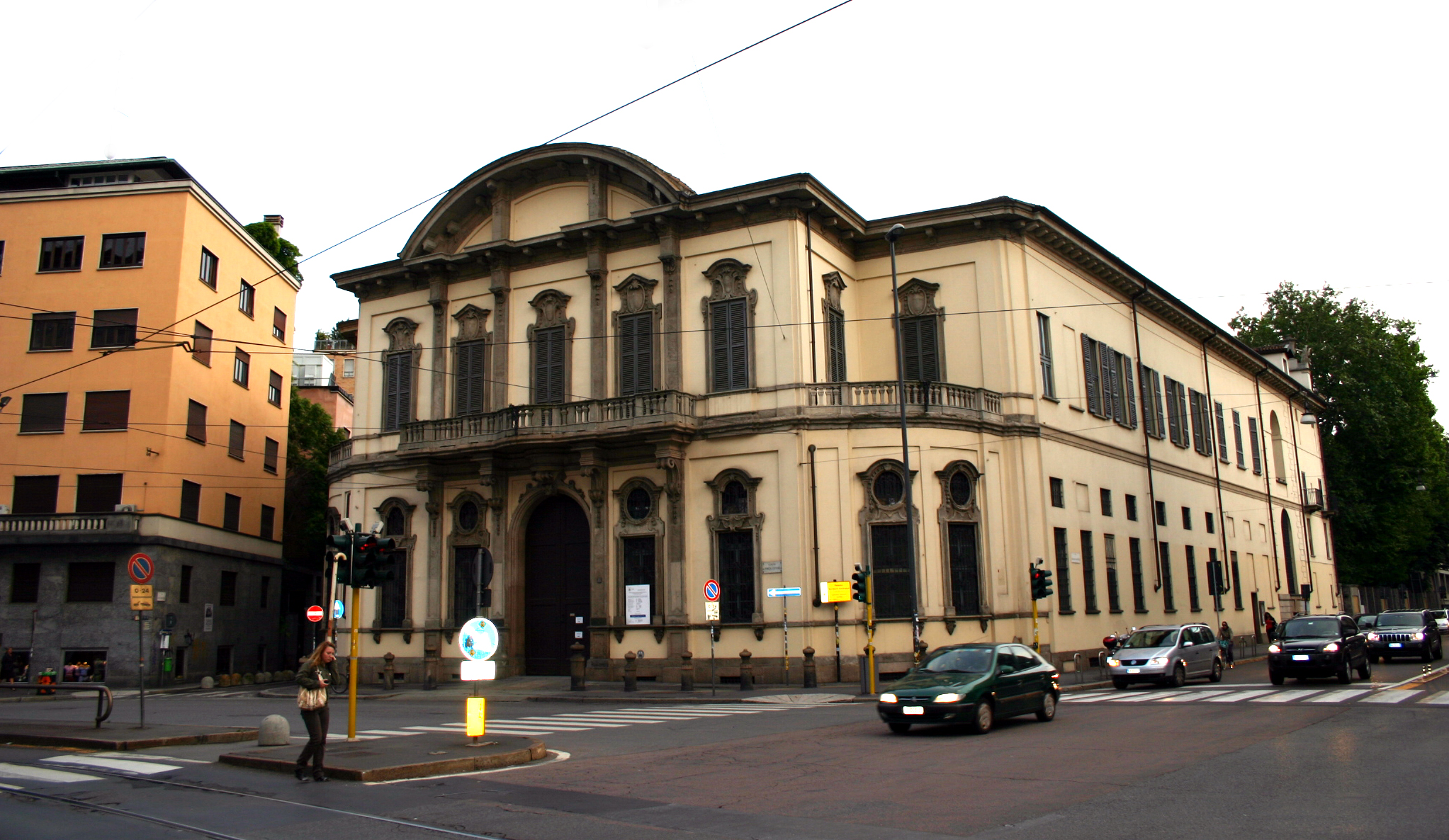
Колишній палац Сормані, нині Центральна бібліотека Мілана. Фото 2007 року.

Палац Сормані  також палац Сормані-Андреані (італ. Palazzo Sormani) — історичний палац у місті Мілан, перетворений на Центральну бібліотеку міста у 20 ст.

## Початок у 16 ст.
Перші свідчення про існування невеликої кам'яної споруди на цьому місці відомі з 16 століття. Серед перших володарів палацика — маркіз Джамбаттіста Кастальдо, котрий брав участь у битві при Павії та в захопленні і пограбуванні папського Рима 1527 року. Джамбаттіста Кастальдо воював на боці короля Іспанії.
Згодом палацик став посагом онучки маркіза на ім'я Лівія.

## Добудови в добу бароко

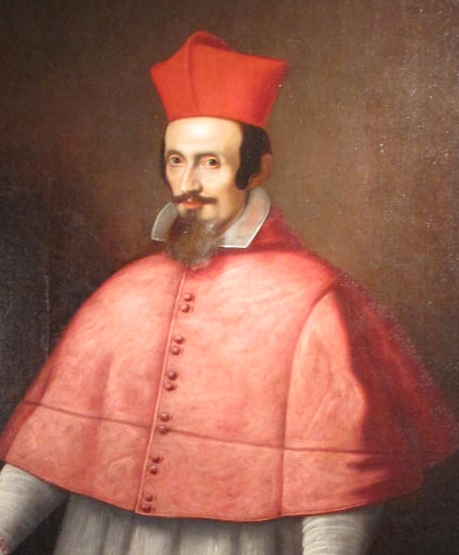
Портрет Чезаре Монті

Суттєві перебудови в палаці відбулися у 17 ст. В Мілан перенесена стилістика бароко і колишній палацик у нащадків придбав кардинал Чезаре Монті (1593-1650), тодішній архієпископ Мілана. Кардинал вже мав велику колекцію творів мистецтва і планував розмістити її у новопридбаному палаці. Аби створити відповідне оточення для картин і меблів був залучений відомий у Мілані архітектор Франческо Марія Рікіні, патроном котрого був кардинал Федеріго Борромео. Втручання архітектора Рікіні обмежились у перебудові внутрішнього дворика палацу та зали парадних сходів. Був наново декорованій і перший поверх палацу. Відвідувачів кардинальського палацу зустрічала стилістика, запозичена з палаців папського Рима.
По смерті кардинала Чезаре Монті палац Сормані перейшов у спадок його племінника — Чезаре Монті-Прінт. Племінник вже у 18 ст. поклопотався про створення нового парадного фасаду, що був повернутий у бік площі Тоса. Проект прибудови доручили архітекторові Франческо Кроче (1696-1773). Він створив центральну прямокутну прибудову, що по рівню даху першого поверху утворювала дві заокруглення тераси, пов'язані із головним корпусом палацу. Цей фасад став головним у бік міста. Напівциркульний фронтон парадного фасаду мав колись пишний герб родини Монті.
В середині 18 століття був наново створений садовий фасад у дещо спокійній стилістиці при збереженні фігурного фронтону. Перебудовою і  декором садового фасаду опікувався архітектор Бенедетто Альфьєрі (1699-1767), що був з П'ємонту, ще одного відомого центра бароко на Аппенінах. Садовий фасад контрастував спокійними і пласкими лініями з грою різновеликими об'ємами на вуличному фасаді.
Наприкінці 18 століття був наново розпланований сад за палацом.

## Новий володар Андреані
1783 року палац придбав граф Джованні Паоло Андреані. Він був пов'язаний родинними зв'язками  із сімейством Сормані через власну дружину Цецилію. Звідси друга назва палацу як Сормані-Андреані. Нащадок графа Паоло Андреані увійшов у історію тим, що першим в Італії почав проводити експерименти з повітряними кулями, ідеєю, запозиченою з Парижа. Нова генерація володарів також сприяла появі ліпленого декору у декотрих залах палацу в стилі класицизму французького зразка.

## Твори мистецтва в палаці Сормані

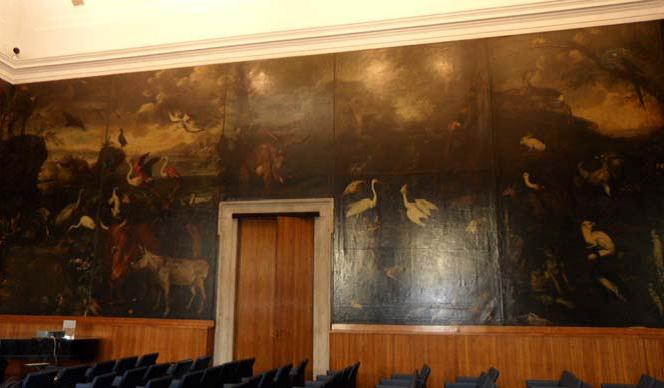
Конференц-зала бібліотеки з картинами міфу про Орфея.

- В Центральній бібліотеці Мілана створений центр письменника Стендаля, що мешкав у Мілані. Центр розмістили у залах, декорованих у стилі класицизм.

- Залу Путті прикрашає картина роботи художника Джузеппе Нуволоне. Це парадний портрет принцеси Марі-Анни Австрійської, що перебувала у Мілані на шляху до Мадрида, де готували її весілля з дядьком іспанського короля.

- До незвичних творів мистецтва палацу-бібліотеки відносять серію картин (двадцять три одиниці) з зображенням міфу про Орфея, що зачарував власною музикою диких звірів. Серія картин має численне зображення диких, свійських та фантазійних тварин (на кшталт фавнів, однорогів), поданих у пейзажному оточенні. Тривалий час авторство серії картин відносили до творів Джованні Бенедетто Кастільйоне, що уславився зображеннями тварин у різноманітних композиціях. Аналіз твору, однак, свідчив про руку іншого художника, котрого умовно назвали  «майстром палацу Веррі», звідки картини передали у палац Сормані-Андреані.

## У 20 ст.
Уряд Мілана придбав старовинний палац 1930 року у власність  міста і планував розмістити в ньому твори мистецтва.
Споруда постраждала від бомбардувань у роки 2-ї світової війни і була ремонтована у повоєнний період. Частка історичних інтер'єрів загинула.  1956 року споруду перебудували під орудою архітектора Арріго Аррігетті. Споруду після реконструкції передали під Центральну публічну бібліотеку Мілана.

## Галерея обраних фото

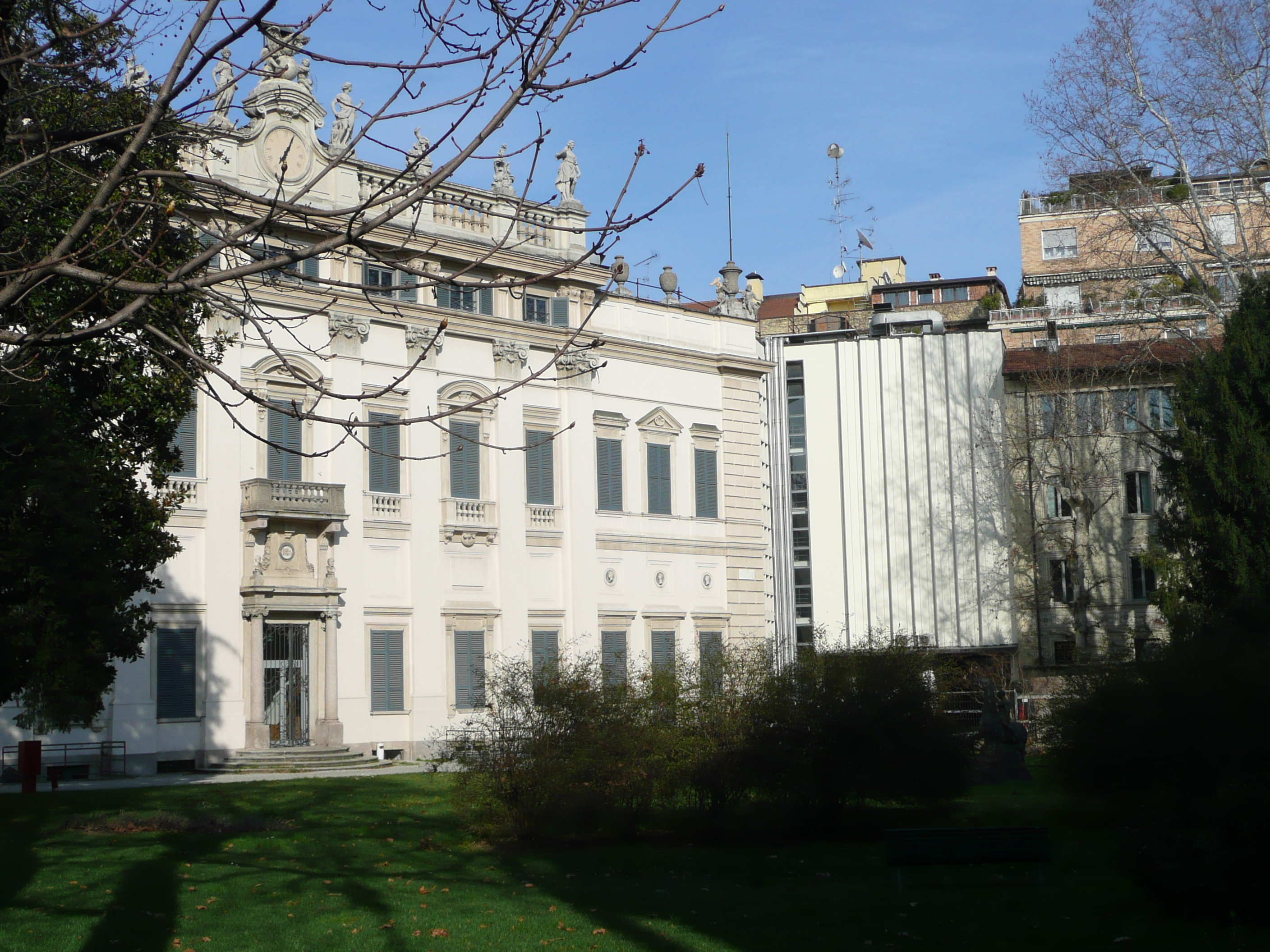
Палац Сормані, садовий фасад, створений у 18 ст. і відтворений наново у повоєнний період.

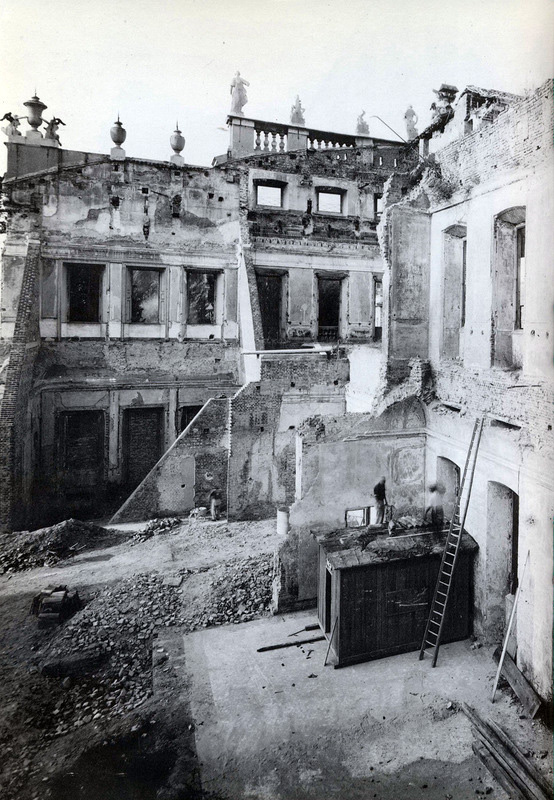
Поруйнований палац Сормані у роки 2-ї світової війни після бомбардування Мілана.
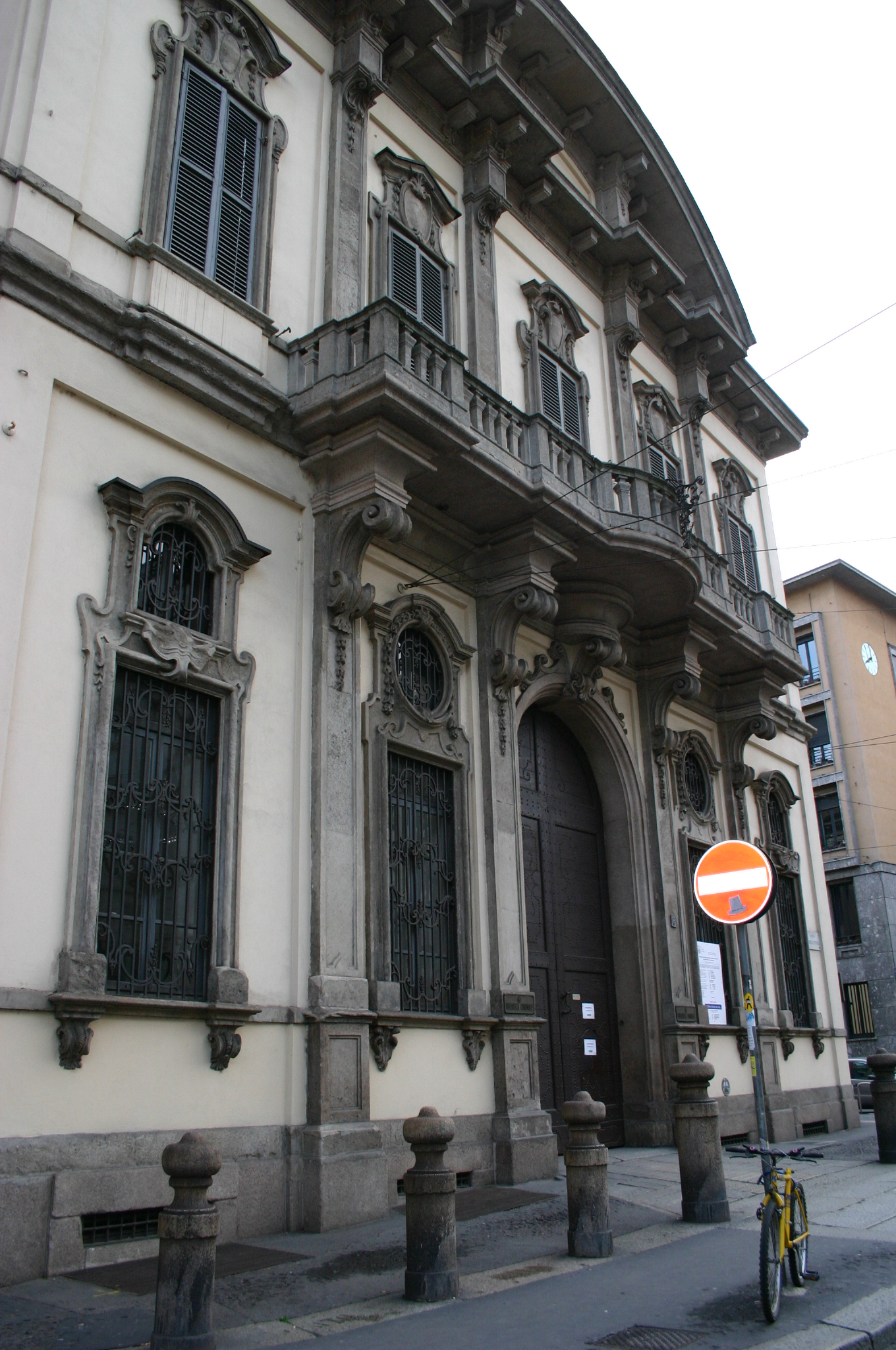
Парадний вхід
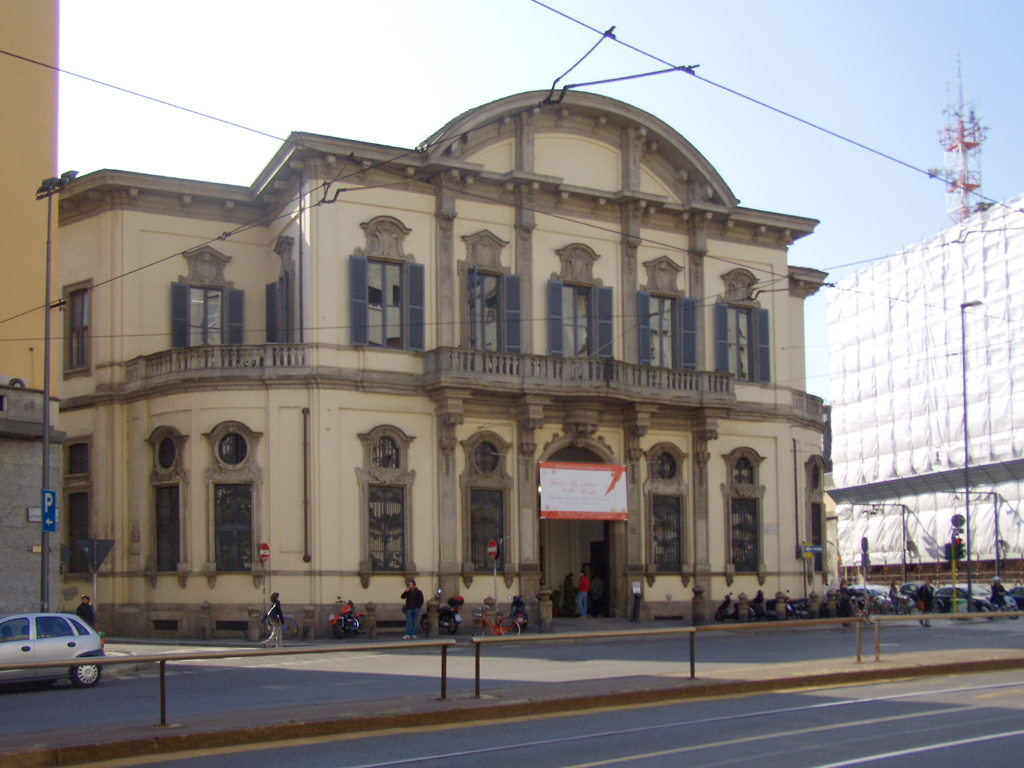
Парадний вхід з відвідувачами
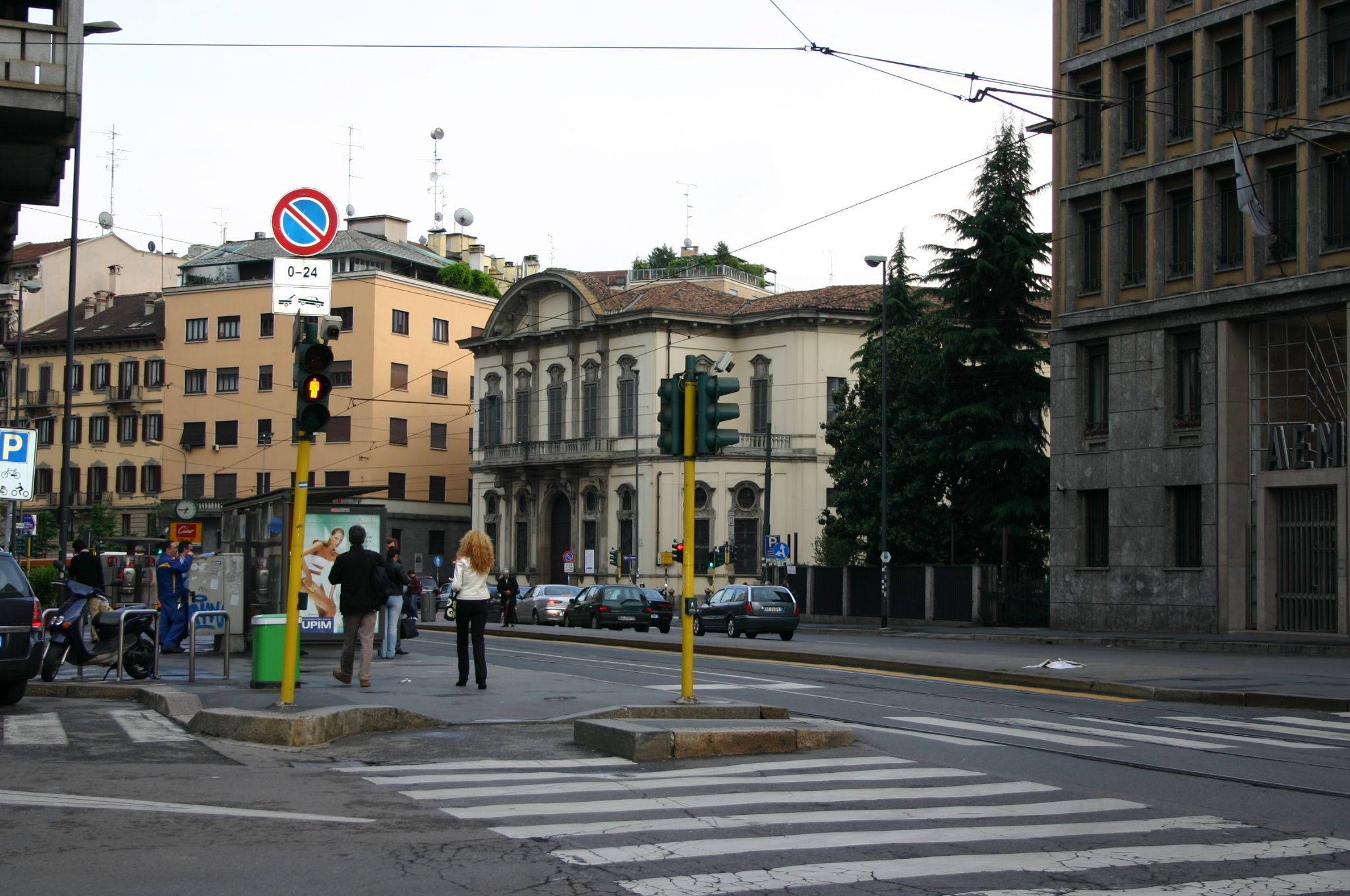
Палац Сормані (Центральна бібліотека в панорамі вулиці Корсо Порта Вітторія)